# Baal-Eser III
Baal-Eser III foi um rei da cidade-estado Tiro por volta de 556 a.C. O nome se traduz como "Baal ajudou". Em fontes babilônicas é conhecido como Balator.